# Gilmán
Gilmán  (en yapés, Gilimaan) es el municipio más meridional del estado de Yap, en Estados Federados de Micronesia.

## Núcleos de población
- Anoth
- Gachlaw
- Guror
- Magchagil
- Thabeth
- Towoway